# Заславская улица (Санкт-Петербург)
Засла́вская улица — улица в Выборгском районе Санкт-Петербурга. Проходит от Костромского до Удельного проспекта.

## История
Название Заславская улица известно с 1887 года, дано по городу Заславлю Минской области в ряду близлежащих улиц, наименованных по старинным малым городам Российской империи. 
Первоначально проходила от проспекта Энгельса до Удельного проспекта. Участок от проспекта Энгельса до Костромского проспекта упразднён в начале 1960-х годов.

## Достопримечательности
- Отделение Сбербанка России